# Aqua Virgo

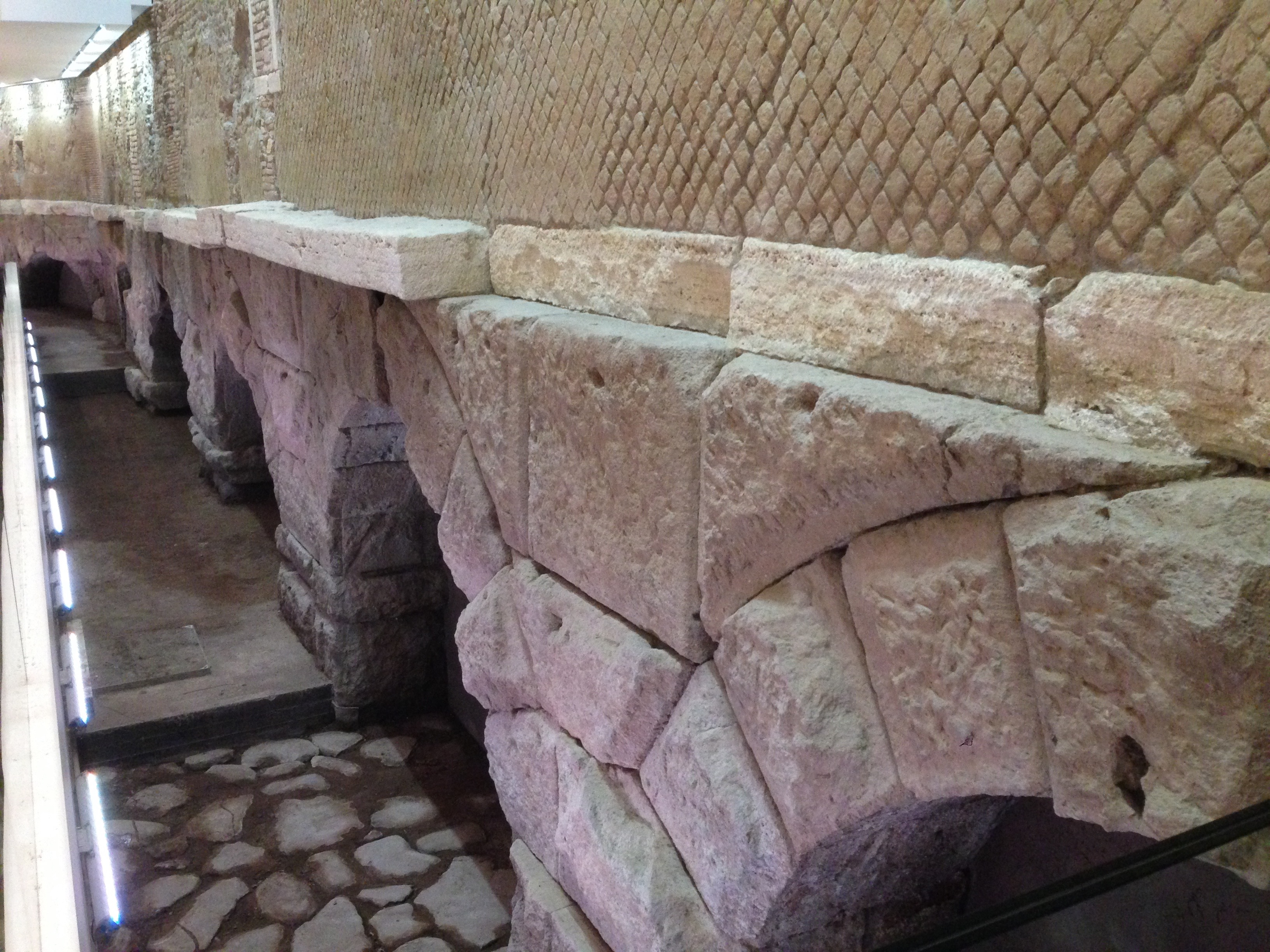
Im La Rinascente ausgestellte Überreste der Aqua Virgo

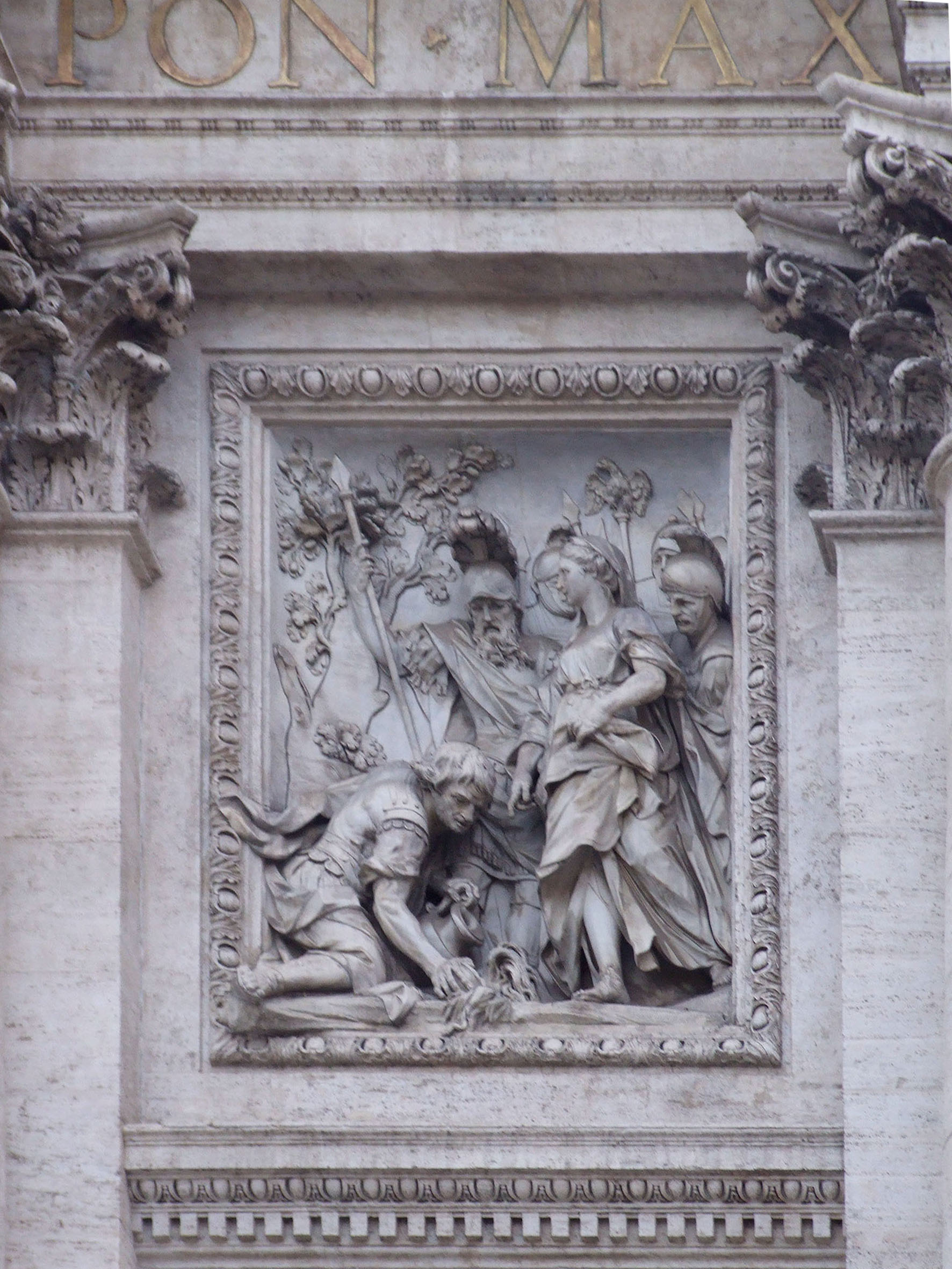
Die Jungfrau zeigt Agrippa die Quelle, Detail am Trevi-Brunnen

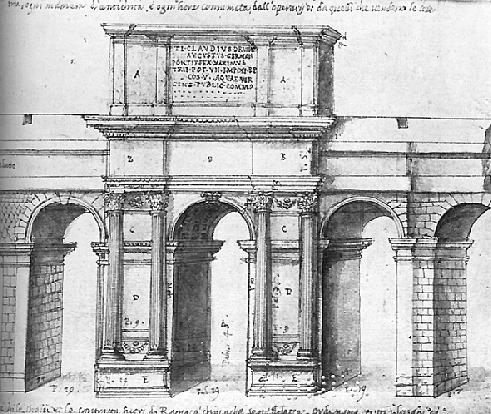
Pirro Ligorio, um 1575. Claudiusbogen in der Via Lata

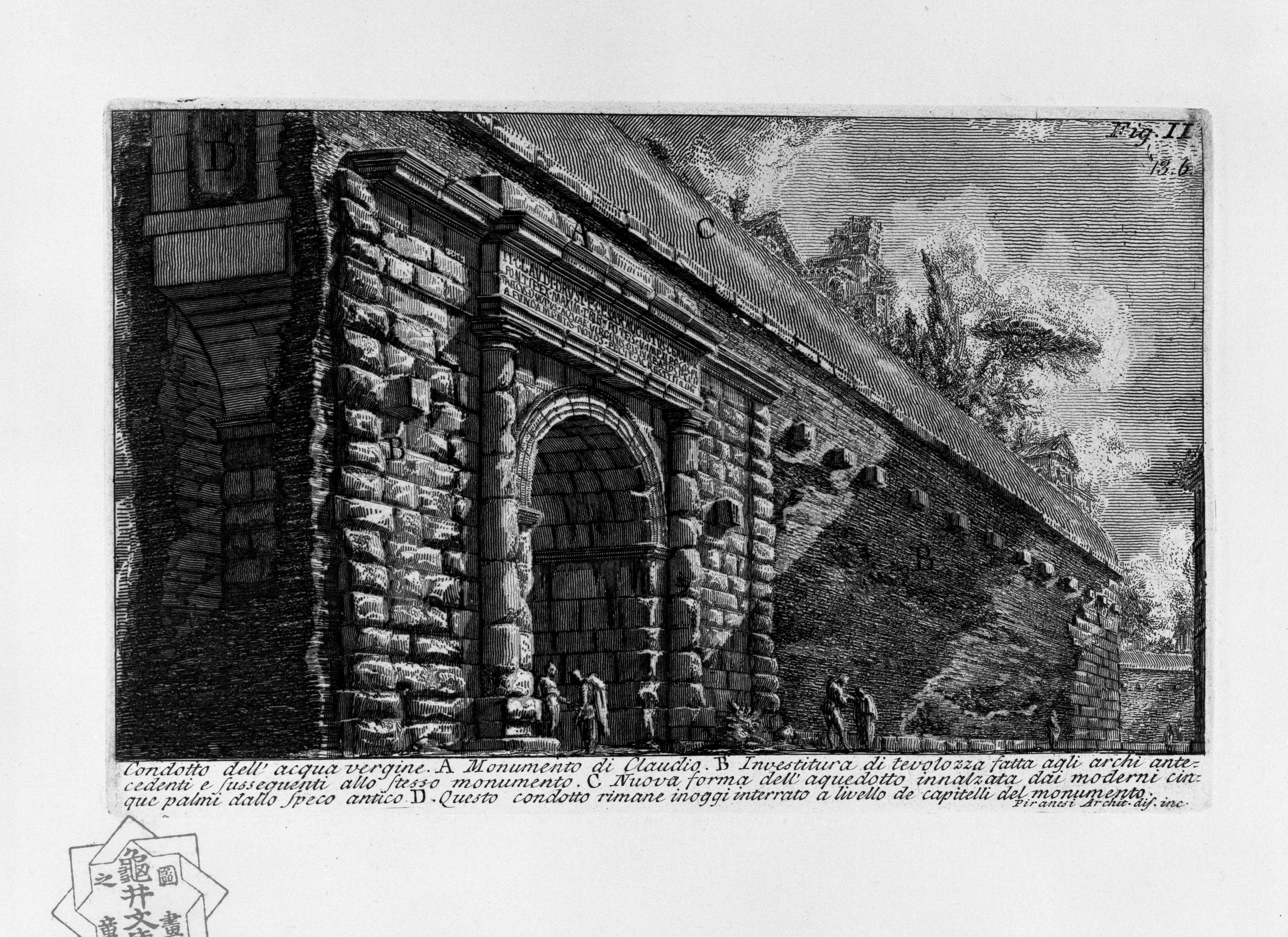
G. B. Piranesi, 1756. Die Öffnung (D) zeigt den ehemaligen Verlauf der Aqua Virgo

Aqua Virgo war einer der elf Aquädukte, die das antike Rom mit Frischwasser versorgten. Er wurde von Marcus Vipsanius Agrippa während der Herrschaft von Augustus vorrangig zur Speisung der Agrippa-Thermen auf dem Marsfeld errichtet und im Jahr 19 v. Chr. fertiggestellt. Der Name Virgo (dt.: Jungfrau) leitet sich von einer Quelle ab, aus der das Wasser nordöstlich von Rom nahe der Via Collatina entspringt. Der Aquädukt konnte täglich über 100.000 Kubikmeter Wasser liefern.
Im 15. Jahrhundert wurde die Aqua Virgo unter Papst Nikolaus V. zur Acqua Vergine um- und ausgebaut. Die Wasserleitung speist bis heute den Trevi-Brunnen, zudem den Barcaccia-Brunnen auf der Piazza di Spagna und die Springbrunnen auf der Piazza Farnese.
Bei der Errichtung des Warenhauses La Rinascente wurden etwa 60 Meter des antiken Aquädukts freigelegt und konserviert.

## Geschichte
Am 9. Juni des Jahres 19 v. Chr. eröffnete der Konsular Marcus Vipsanius Agrippa, der bereits als Ädil des Jahres 34 v. Chr. für die Wasserversorgung Roms zuständig war, während der Herrschaft des Kaisers Augustus die Aqua Virgo, als sechsten römischen Aquädukt, zur Versorgung der ebenfalls von ihm erbauten Thermen auf dem Marsfeld (Campus Martius) neben dem Pantheon mit der Einweihung eines Abschlussbrunnens beim Pantheon.
Der Legende nach, die auch von Sextus Iulius Frontinus in seiner Beschreibung der Wasserversorgung Roms wiedergegeben wurde, sollen Agrippa und seine Soldaten auf der Rückkehr von der Seeschlacht gegen Kleopatra und Marcus Antonius in den Sabiner Bergen geruht haben. Dort baten die durstigen römischen Soldaten ein junges Mädchen, eine Jungfrau, um Wasser. Sie verwies sie auf eine Quelle mit besonders reinem Wasser, jene Quelle, die später die Wasserleitung versorgte. Am wahrscheinlichsten ist jedoch, dass die Bezeichnung auf der Klarheit und Frische der Aqua Virgo beruht, deren Quellwasser im Gegensatz zu anderen Wasserentnahmestellen entlang der Flüsse als besonders „jungfräulich“ empfunden wurde.
Eine Restaurierung fand unter Kaiser Konstantin dem Großen statt. Die Goten versuchten bei der Belagerung Roms im Jahr 537 n. Chr. die unterirdische Wasserführung als Geheimgang zu nutzen, um unbemerkt in die Stadt Rom einzudringen, wie Prokopios von Caesarea berichtet.
Mit dem Untergang des Römischen Reiches verfiel die Aqua Virgo. Papst Hadrian I. ließ im 8. Jahrhundert neben der Aqua Virgo auch die Aqua Claudia, die Aqua Marcia und die Aqua Traiana in Stand setzen und sicherte so weiterhin für einige Stadtteile wie das Marsfeld und Trastevere die Wasserversorgung.
Im späten 12. Jahrhundert endete die Wasserleitung mit drei Ausgängen, die an der heutigen Via del Corso Brunnentröge speisten. Möglicherweise bezieht sich der Name Trevi, für den Stadtteil und den Brunnen, auf diese drei Quellen oder auch auf die Kreuzung dreier Straßen (ital.: tre vie) in der Nähe.
1453 ließ Papst Nikolaus V. nach Restaurierungsarbeiten dem Aquädukt einen neuen Endpunkt geben und errichtete die Urfassung des Trevi-Brunnens. In dieser Zeit erhielt die Wasserleitung ihre heutige Gestalt und bekam den italienischen Namen Acqua Vergine.
Auch in der Folgezeit wurde der Aquädukt mehrfach grundlegend saniert. Im 16. Jahrhundert beschloss die Gemeinde Rom, ein umfangreiches unterirdisches Wasserleitungsnetz zu errichten, das insgesamt 18 neue öffentliche Brunnen versorgen sollte. Dazu gehören einige der bekanntesten Brunnen von Rom, die mittlerweile viele Touristen anziehen.

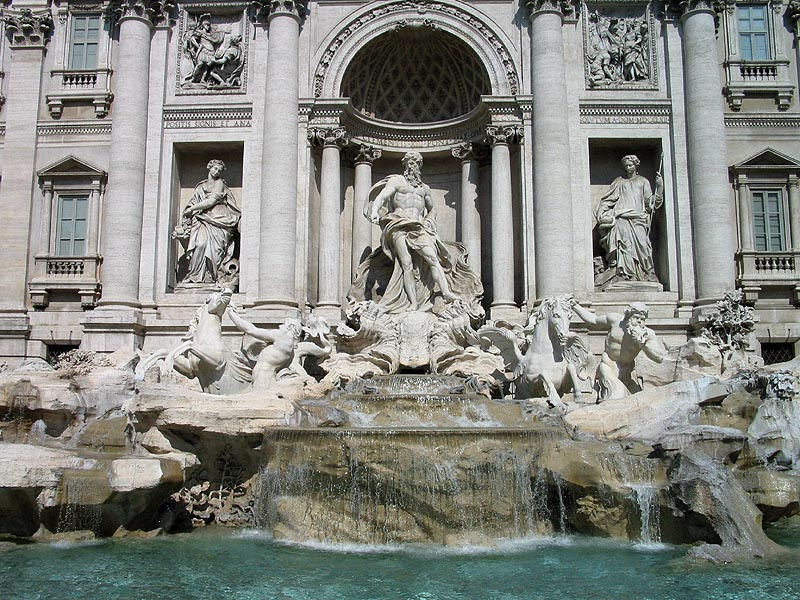
Trevi-Brunnen
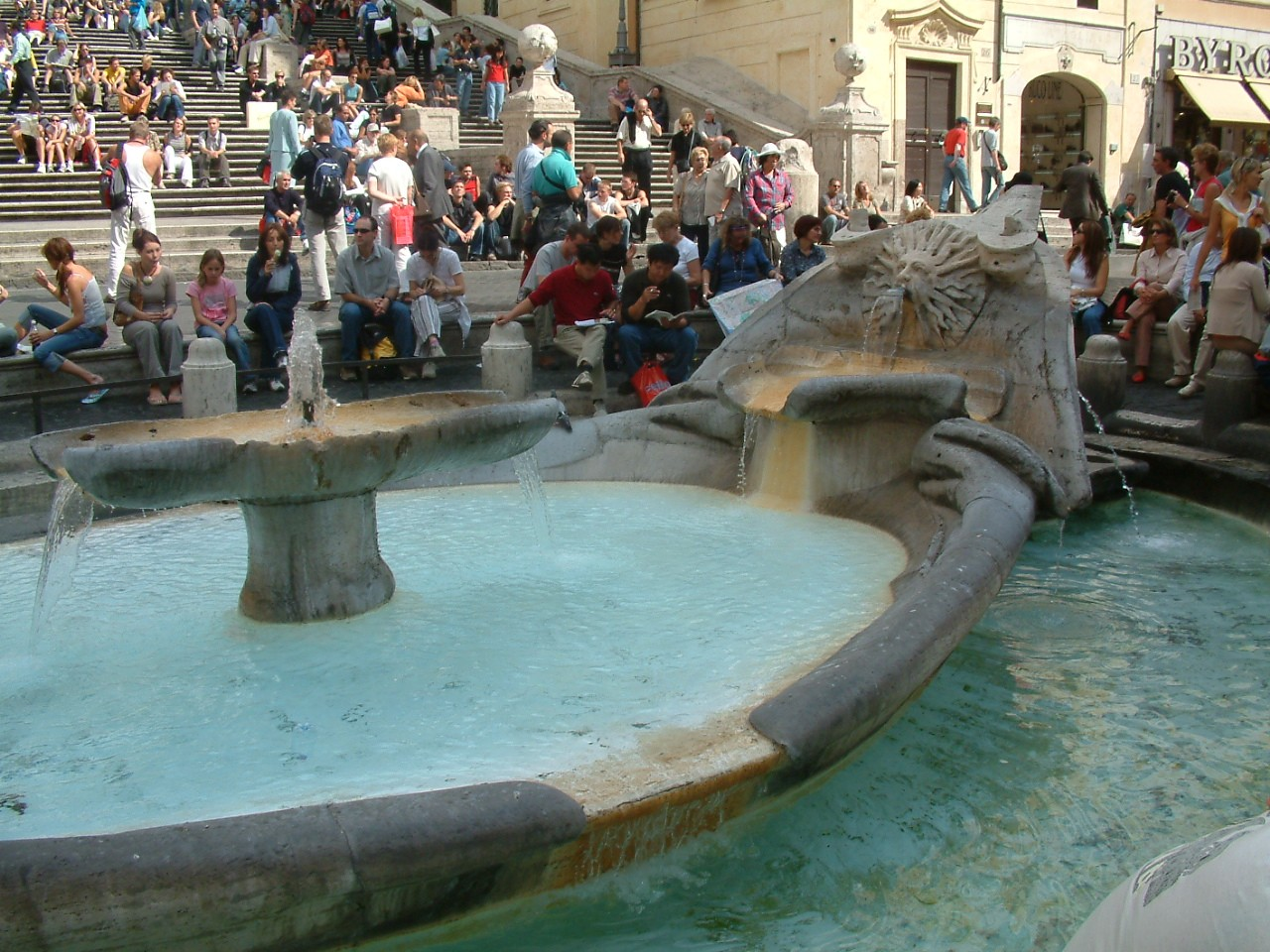
Fontana della Barcaccia
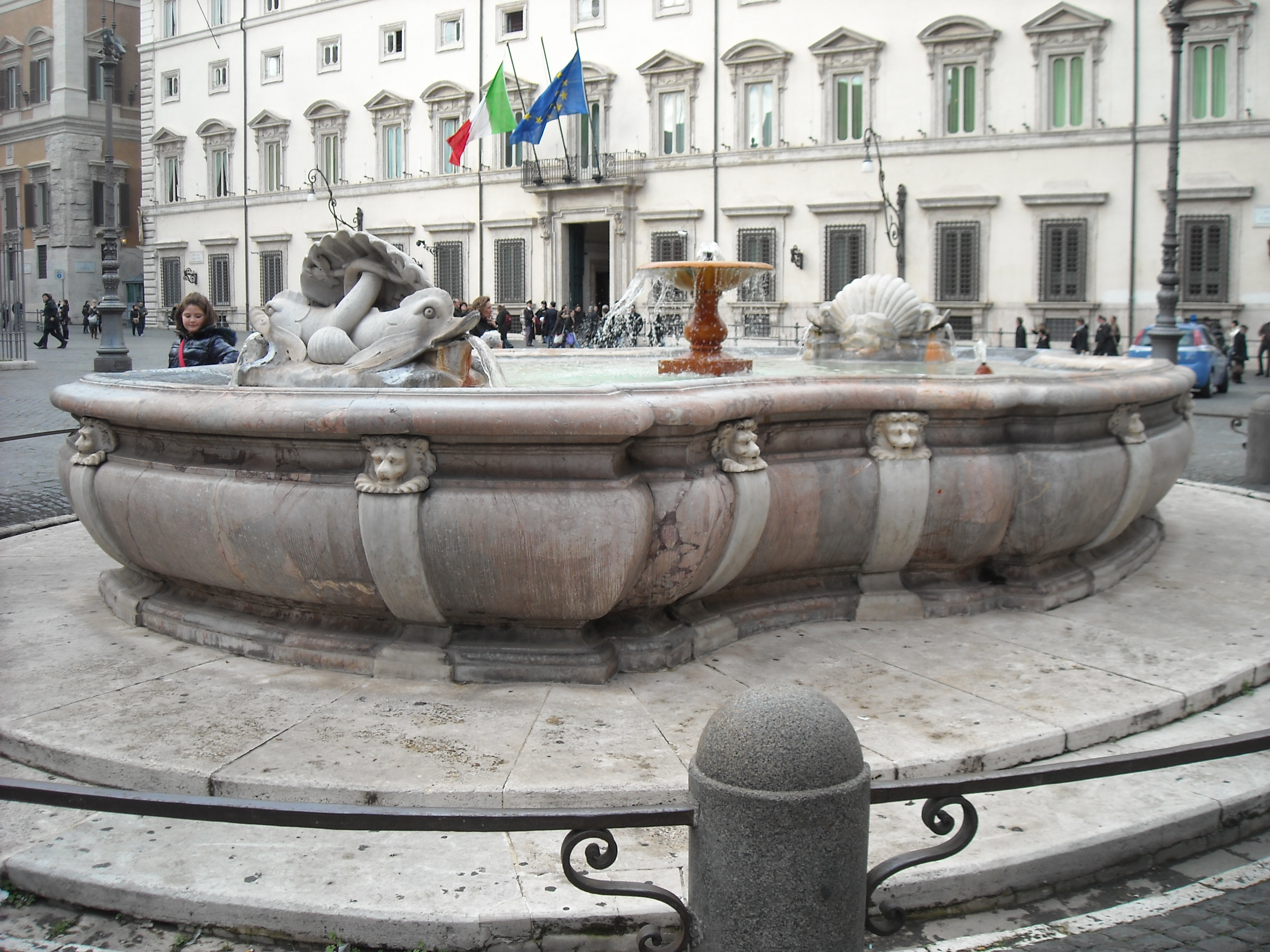
Fontana di Piazza Colonna
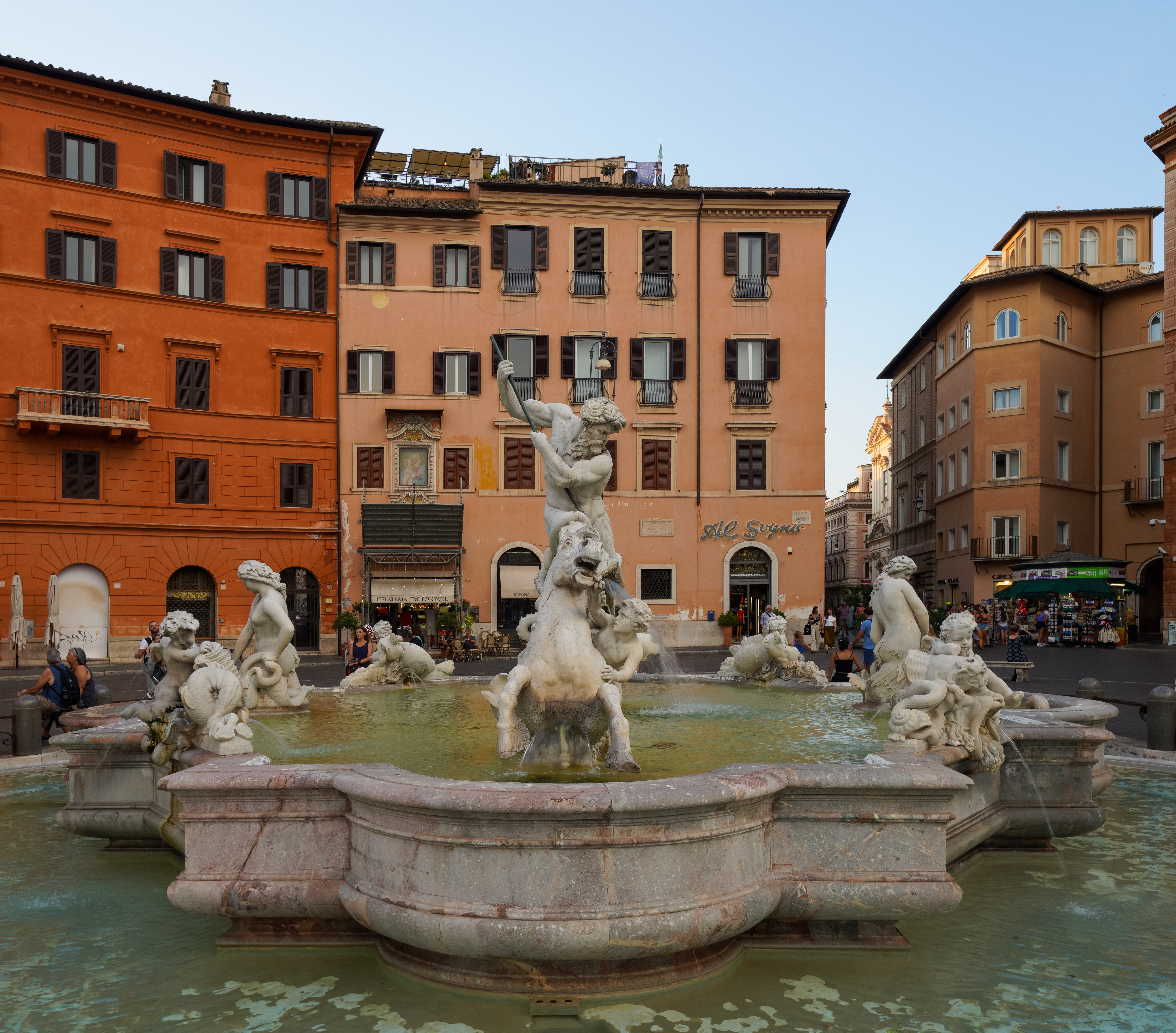
Neptunbrunnen
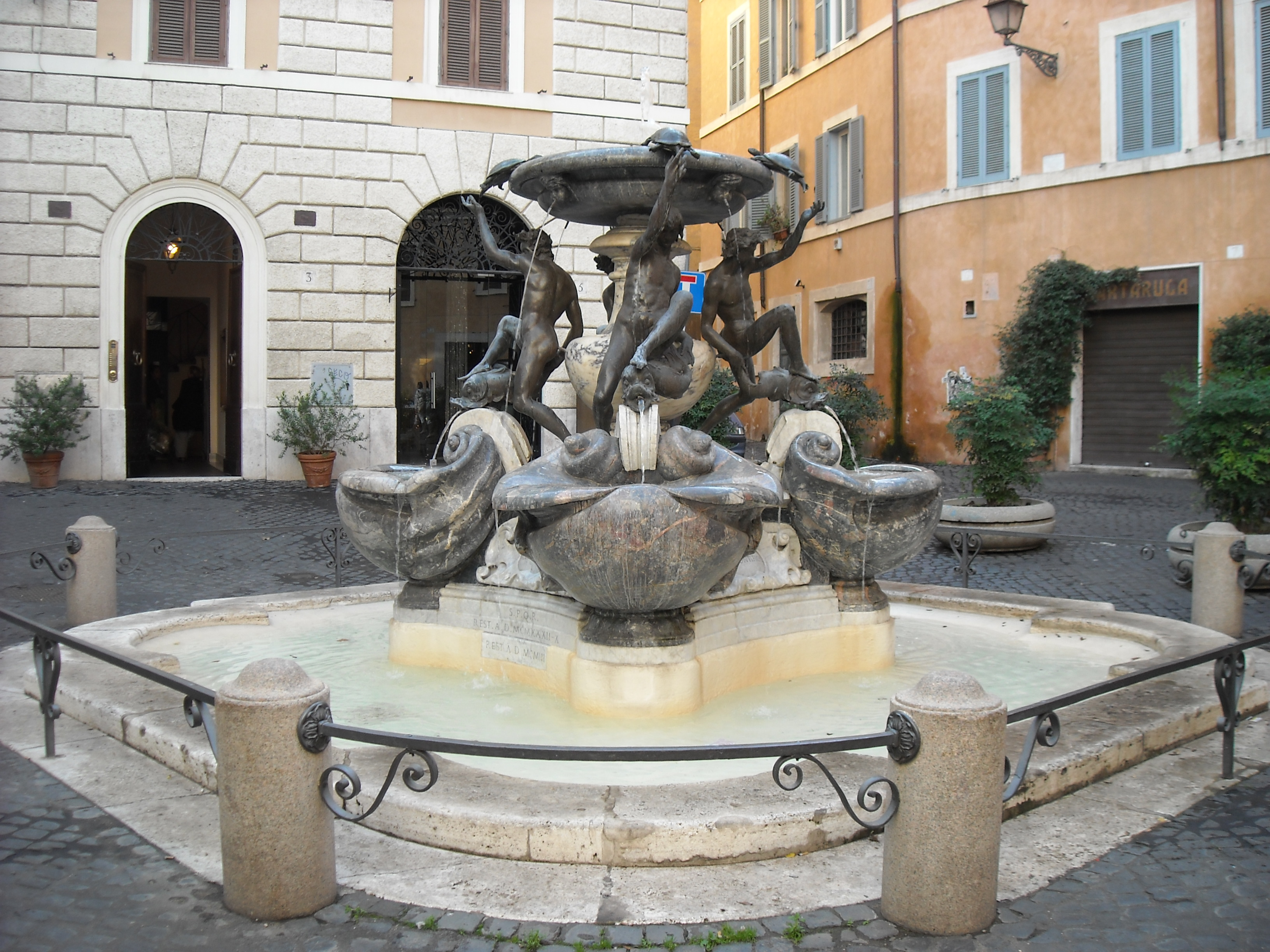
Schildkrötenbrunnen

## Wasserführung

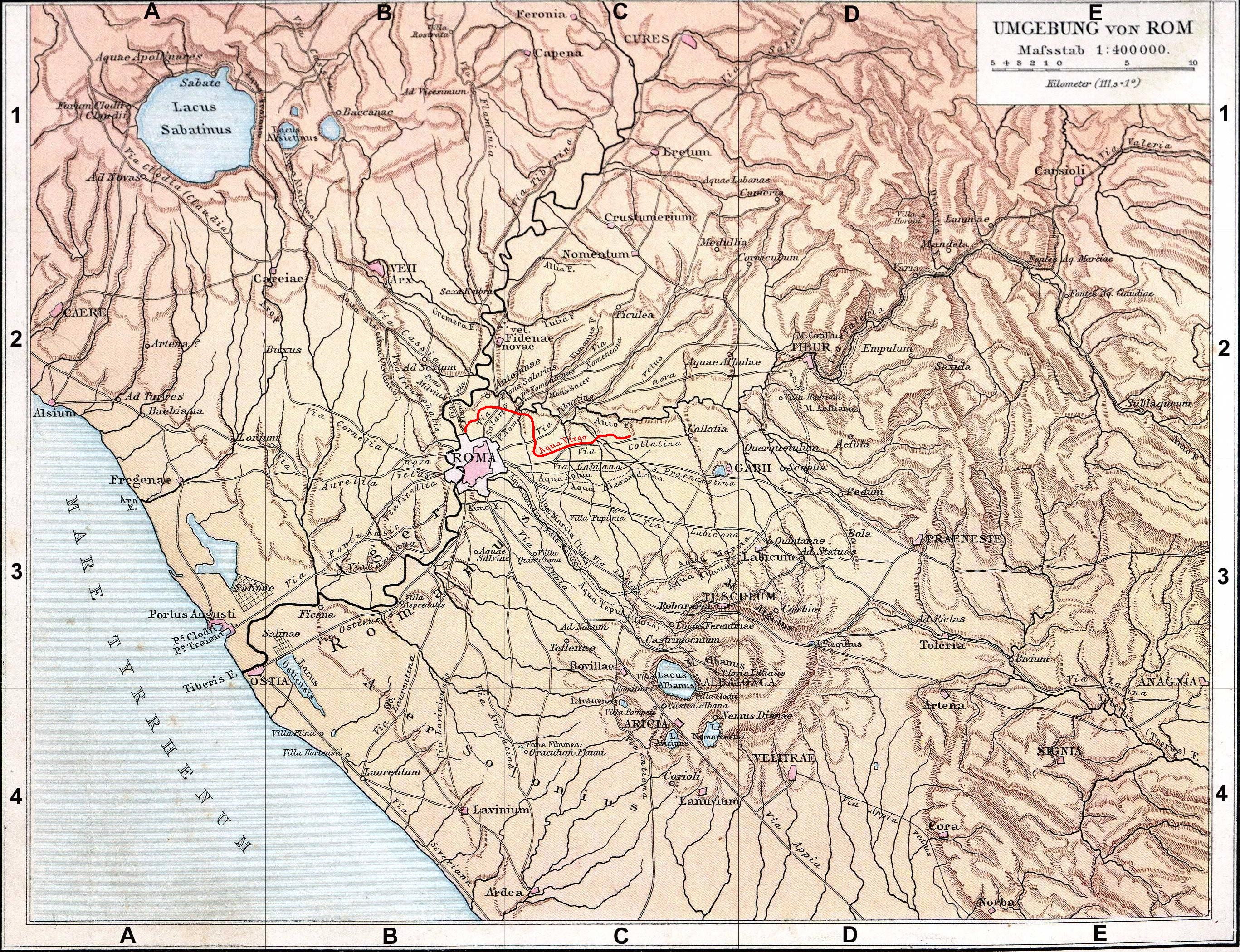
Verlauf der Aqua Virgo (rot)

Die Quelle liegt in der Nähe des 8. Meilensteins der Via Collatina, etwa drei Kilometer von der Via Praenestina entfernt, sie gehörte zu einem Landgut des Lucullus. Die Wasserleitung verlief auf ihrer Länge von rund 20 km größtenteils unterirdisch. Lediglich die zwei Kilometer nach der Ankunft in Rom beim Mons Pincius (Pincio) waren als Aquädukt in bekannter Bogenbauweise errichtet. Die Leitung endete in der Mitte des Campus Martius. In ihrer ersten Phase diente sie für die Versorgung des Campus Martius und besonders für den Teich (Stagnum Agrippae) und die Thermen Agrippas.
Die Tatsache, dass der Höhenunterschied zwischen der Quellfassung (24 m NHN) und dem Ende der Wasserleitung lediglich ca. vier Meter beträgt, machte es unmöglich, die höher gelegenen Stadtteile von Rom durch diesen Aquädukt mit Wasser zu versorgen. Der statistische Durchfluss lag bei 100.100 Kubikmeter pro Tag. Frontinus nahm an, dass nur etwa 15 Prozent davon für den privaten Gebrauch bestimmt war und etwa 22 Prozent für Gebäude und einen künstlichen Bach im Marsfeld und Trastevere, darunter Lagerhäuser und Gewerbegebiete entlang des Tibers. Die restlichen 63 Prozent des Wassers dienten öffentlichen Zwecken.
Zur Zeit des Kaisers Claudius wurden der bisherigen Wasserleitung neue Bögen hinzugefügt, die den Campus Martius durchquerten und entlang der Via Lata durch den Claudiusbogen, ein monumentales Zeugnis der Eroberung Britanniens im Jahr 44 n. Chr. durch Claudius, führte.
Wasserdiebstahl blieb auch bei der Aqua Virgo nicht aus. So verschwanden die Wassermengen in der Periode von Kaiser Nero größtenteils in privater Nutzung. Hierzu wurde die Wasserleitung mehrfach umgeleitet.